# Time for the Moon Night
Time for the Moon Night – szósty minialbum południowokoreańskiej grupy GFriend, wydany 30 kwietnia 2018 roku przez wytwórnię Source Music i dystrybuowany przez LOEN Entertainment. Głównym singlem z płyty jest „Time for the Moon Night” (kor. 밤 (Time for the moon night)).
Sprzedał się w nakładzie 84 313 egzemplarzy w Korei Południowej (stan na grudzień 2018).

## Lista utworów
| CD | CD                                                                                 | CD                 | CD                                   | CD                        | CD      |
| Nr | Tytuł utworu                                                                       | Tekst              | Kompozycja                           | Aranżacja                 | Długość |
| -- | ---------------------------------------------------------------------------------- | ------------------ | ------------------------------------ | ------------------------- | ------- |
| 1. | „Intro (Daytime)”                                                                  |                    | No Joo-hwan                          | No Joo-hwan, Kim Ba-ro    | 1:00    |
| 2. | „Bam (Time for the Moon Night)” (kor. 밤 (Time for the moon night))                | No Joo-hwan        | No Joo-hwan, Lee Won-jong            | No Joo-hwan, Lee Won-jong | 3:46    |
| 3. | „Love Bug”                                                                         | Seo Ji-eum         | David Amber, Andy Love, Ryan S. Jhun |                           | 3:42    |
| 4. | „Hwirihwiri (Flower Garden)” (kor. 휘리휘리 (Flower Garden))                       | Mio                | Mio                                  | Mio                       | 3:15    |
| 5. | „Tik Tik” (kor. 틱틱 (Tik Tik))                                                    | Iggy, Seo Yong-bae | Iggy, Seo Yong-bae                   | Iggy, Seo Yong-bae        | 2:59    |
| 6. | „Bye”                                                                              | No Joo-hwan        | No Joo-hwan, Kim Ye-il, Sophia Pae   | No Joo-hwan               | 4:54    |
| 7. | „Byeol (You Are My Star)” (kor. 별 (You Are My Star))                              | Lee Shin-seong     | ZigZag Note                          | ZigZag Note               | 3:15    |
| 8. | „Bam (Time for the Moon Night)” (kor. 밤 (Time for the moon night)) (Instrumental) |                    | No Joo-hwan, Lee Won-jong            | No Joo-hwan, Lee Won-jong | 3:47    |

## Notowania
| Lista                      | Pozycja |
| -------------------------- | ------- |
| Gaon Weekly Album Chart    | 1       |
| Gaon Yearly Album Chart    | 55      |
| Oricon Weekly Albums Chart | 63      |
| Billboard World Albums     | 6       |
| Five Music (Tajwan)        | 1       |

## Nagrody w programach muzycznych
| Program                   | Data         | Źródło |
| ------------------------- | ------------ | ------ |
| The Show (SBS MTV)        | 8 maja 2018  | [ 7 ]  |
| Show Champion (MBC Music) | 9 maja 2018  | [ 8 ]  |
| Show Champion (MBC Music) | 16 maja 2018 | [ 9 ]  |
| M Countdown (Mnet)        | 10 maja 2018 | [ 10 ] |
| Music Bank (KBS2)         | 11 maja 2018 | [ 11 ] |
| Music Bank (KBS2)         | 18 maja 2018 | [ 12 ] |
| Show! Music Core (MBC)    | 12 maja 2018 | [ 13 ] |
| Show! Music Core (MBC)    | 19 maja 2018 | [ 14 ] |
| Inkigayo (SBS)            | 13 maja 2018 | [ 15 ] |
| Inkigayo (SBS)            | 20 maja 2018 | [ 16 ] |